# المختبر الفيزيائي الوطني (المملكة المتحدة)
المختبر الفيزيائي الوطني (بالإنجليزية: National Physical Laboratory)‏ ويُعرف بالاختصار NPL، هو مختبر علم القياس في المملكة المتحدة، ويعد واحداً من أقدم مختبرات القياس في العالم. كان الرؤساء السابقون للمختبر مجموعة من الأفراد الذين كانوا من أعمدة المؤسسة العلمية البريطانية.
وهو اليوم واحدة من أكبر المختبرات الحكومية في المملكة المتحدة ويتمتع بسمعة مرموقة لدوره في وضع المعايير المادية للصناعة البريطانية والحفاظ عليها. وقد ضم رؤساء المختبر الفيزيائي الوطني العديد من الأفراد الذين كانوا أعمدة للمؤسسة العلمية البريطانية. ساهم العمل البحثي المختبر الفيزيائي الوطني في تقدم العديد من التخصصات العلمية، بما في ذلك تطوير الساعات الذرية وكذلك تبديل الحزم، والتي تعد اليوم واحدة من التقنيات الأساسية للإنترنت.